# Арктос
Арктос (грец. αρκτος — ведмідь) — кентавр у давньогрецькій міфології, який воював проти списоносців лапітів.

## Міфологія
Арктос коротко згадується в Гесіода, в епосі VIII VII ст. до н. е. «Щит Геракла»:
|  | [Серед сцен, зображених на щиті Геракла:] І була боротьба списоносців Лапітів, зібраних навколо князя Кайнея, Дріаса та Пейріфа, з Гоплеєм, Ексадієм, Фалереєм і Пролохом, Мопсом, сином Ампіка Титарезійського, нащадка Ареса, і Тесея, сина Егея, подібного до безсмертних богів. Вони були зі срібла, а на їхніх тілах була золота зброя. І Кентаври зібралися проти них з іншого боку з Петреєм і Асболом-провидцем, Арктосом, і Уреєм, і чорноволосим Мімасом, і двома синами Певкея, Перімедом і Дріалом: вони були зі срібла, а в руках у них були золоті сосни, і вони кидалися разом, як живі, і били один одного в рукопашній списами та соснами. |